# 小行星3256
小行星3256（3256 Daguerre）是一颗绕太阳运转的小行星，为主小行星带小行星。该小行星于1981年9月26日发现。
該小行星以法國化學家和藝術家路易·達蓋爾命名。

## 轨道参数
小行星3256的轨道半长轴为2.7788116 UA，离心率为0.097。